# Нива-3
Нива-3 — упразднённый посёлок Кандалакшского горсовета Кандалакшского района Мурманской области. Включен в город Кандалакша.

## География
Расположен был в 2,5 км к северу от г. Кандалакша, к востоку от реки Лупче-Савино, на реке Нива.

## Известные жители, уроженцы
В посёлке родился Венедикт Ерофеев (1938—1990), советский русский писатель.

## История
Возник как посёлок строителей гидроэлектростанции Нива ГЭС-3, строительство которой было начато в 1937 году.
До мая 1938 входил в состав Карелии.
Включен в черту Кандалакши 16.01.1939.

## Инфраструктура
Спецкомендатура № 6. Гидроэлектростанция.

## Транспорт
Кандалакшское шоссе.